# Trioxys lambersi
Trioxys lambersi är en stekelart som beskrevs av Mackauer 1960. Trioxys lambersi ingår i släktet Trioxys och familjen bracksteklar. Enligt den finländska rödlistan är arten otillräckligt studerad i Finland. Artens livsmiljö är torra gräsmarker. Inga underarter finns listade i Catalogue of Life.